# Casa de Pere Berjoan
La Casa de Pere Berjoan és un edifici medieval de la vila de Vilafranca de Conflent, a la comarca del Conflent, de la Catalunya del Nord. Està inventariat com a monument històric.

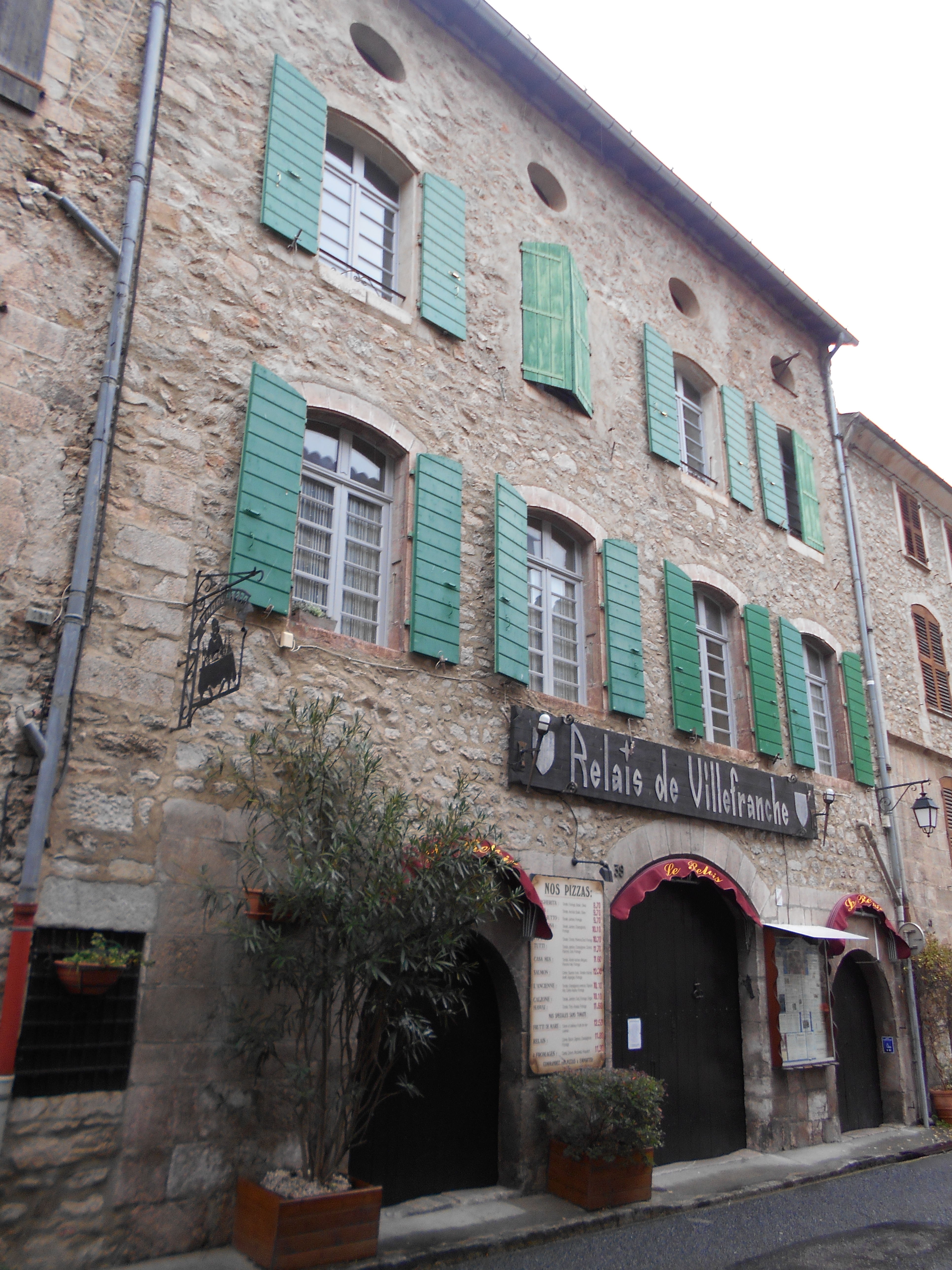
La casa, des de ponent

Està situada en el número 39 del carrer de Sant Joan, a la parcel·la cadastral 46, en el sector central - nord-oriental de la vila.
És un gran edifici del segle xiii amb alguns afegits del XIV. Fa 12,37 m de façana. La façana té tres nivells i cadascuna de les dues plantes grans té quatre finestres. A la planta baixa hi ha una arcada de punt rodó a cada banda, amb arestes vives i dovelles extradossades, amb clau d'arc i amb dovelles molt grans damunt dels muntants. El portal del costat de ponent fa 1,90 m d'amplada i 1,85 m el de llevant). L'arcada centrak és segmental, amb les pedres buixardades (tècnica que no s'utilitza fins al segle xix), cosa que pot correspondre a una refacció o a una simple neteja. A dins, s'entra en un pati o galeria de 7 per 8 metres que comunica amb els edificis laterals.